# Sheffield
Sheffield (pronuncia in italiano: [ˈʃɛfːild], in inglese: [ˈʃɛfiːl̩d]) è una città di 500 552 abitanti (2021) della contea metropolitana del South Yorkshire, nel Regno Unito. È una delle otto città più grandi delle regioni inglesi che hanno costituito l'English Core Cities Group.
Distretto metropolitano con titolo di città dal 1893, deve il suo nome al fiume Sheaf, che attraversa la città. La città è cresciuta molto grazie alle sue forti radici industriali e ora si fonda su una base economica più ampia.
Durante il XIX secolo Sheffield diventò famosa a livello internazionale per la produzione dell'acciaio. Proprio lì si svilupparono molte innovazioni, inclusi il crogiolo e l'acciaio inossidabile, che sostennero un incremento della popolazione di quasi dieci volte durante la Rivoluzione industriale. Sheffield divenne ufficialmente una città nel 1893, ricevendo il suo statuto municipale. La competizione internazionale per la produzione di ferro e acciaio causarono un declino nell'industria locale tra gli anni 70 e 80, insieme al crollo dell'estrazione di carbone in quest'area. Durante il XXI secolo la città sta andando incontro a un rinnovato sviluppo, insieme ad altre città britanniche. L'economia ha subìto una crescita stabile che si attesta intorno al 5% annuo, maggiore di quella della più ampia regione dello Yorkshire e Humber.
La città è situata nelle valli del fiume Don e dei suoi quattro affluenti, il Loxley, il Porter Brook, il Rivelin e lo Sheaf. Il 61% dell'intera area di Sheffield è spazio verde e un terzo della città si trova all'interno del Peak District National Park. Ci sono più di 200 parchi, boschi e giardini in città e circa 2,5 milioni di alberi, che fanno di Sheffield la città col più alto rapporto di alberi rispetto agli abitanti di tutta Europa.

## Geografia fisica
Sheffield sorge lungo le rive del fiume Don, che qui riceve alla destra orografica il Loxley e lo Sheaf, alle pendici orientali dei monti Pennini orientali. Confina a Nord-Est con Rotherham, da cui è separata dall'autostrada M1, e a Nord con borough di Barnsley, nonostante la città stessa disti alcuni chilometri dal confine. A Sud e a Ovest si trova il confine con il Derbyshire; durante la prima metà del XX secolo Sheffield estese i suoi confini verso sud annettendo alcuni villaggi del Derbyshire, tra cui Totley, Dore e la zona di Mosborough. Direttamente a Ovest della città si trovano il parco nazionale del Peak District e un'area collinare appartenente alla catena dei Pennini.
Sheffield è una città geograficamente varia. La città si annida in un anfiteatro naturale creato da diverse colline e dalla confluenza dei suoi cinque fiumi. Ciò fa sì che buona parte della città sia costruita su pendici collinari. Il punto più basso della città, presso Blackburn Meadows, giace ad appena 29 metri s.l.m., mentre alcune parti della città superano i 500 metri, con un massimi di 548 metri s.l.m. ad High Stones, presso Margery Hill. Comunque, il 79% dell'area edificata giace tra i 100 e i 200 metri s.l.m.
Si stima che la città ospiti più di due milioni di alberi, cosa che rende Sheffield la città col maggior numero di alberi per ogni abitante in Europa, nonché, secondo lo Sheffield City Council, la città più verde d'Inghilterra. Essa racchiude inoltre un'ampia varietà di habitat, rispetto alla norma delle altre città del Regno Unito: accanto al paesaggio urbano vi trovano posto parchi e boschi, terreni agricoli, brughiere, pascoli e acque interne. Sei luoghi all'interno del territorio urbano sono stati designati siti di interesse scientifico speciale.
Gli attuali confini cittadini sono stati stabiliti nel 1974 e ritoccati nel 1994, quando l'allora county borough di Sheffield si fuse con il distretto urbano di Stockbridge e due parrocchie del distretto rurale di Wortley. Circa un terzo del territorio di Sheffield giace all'interno del parco nazionale del Peak District: ciò faceva di essa l'unica città inglese a includere parti di un parco nazionale all'interno dei propri confini, fino alla creazione del parco nazionale delle South Downs, parti del quale si trovano all'interno dei confini di Brighton and Hove.

## Storia

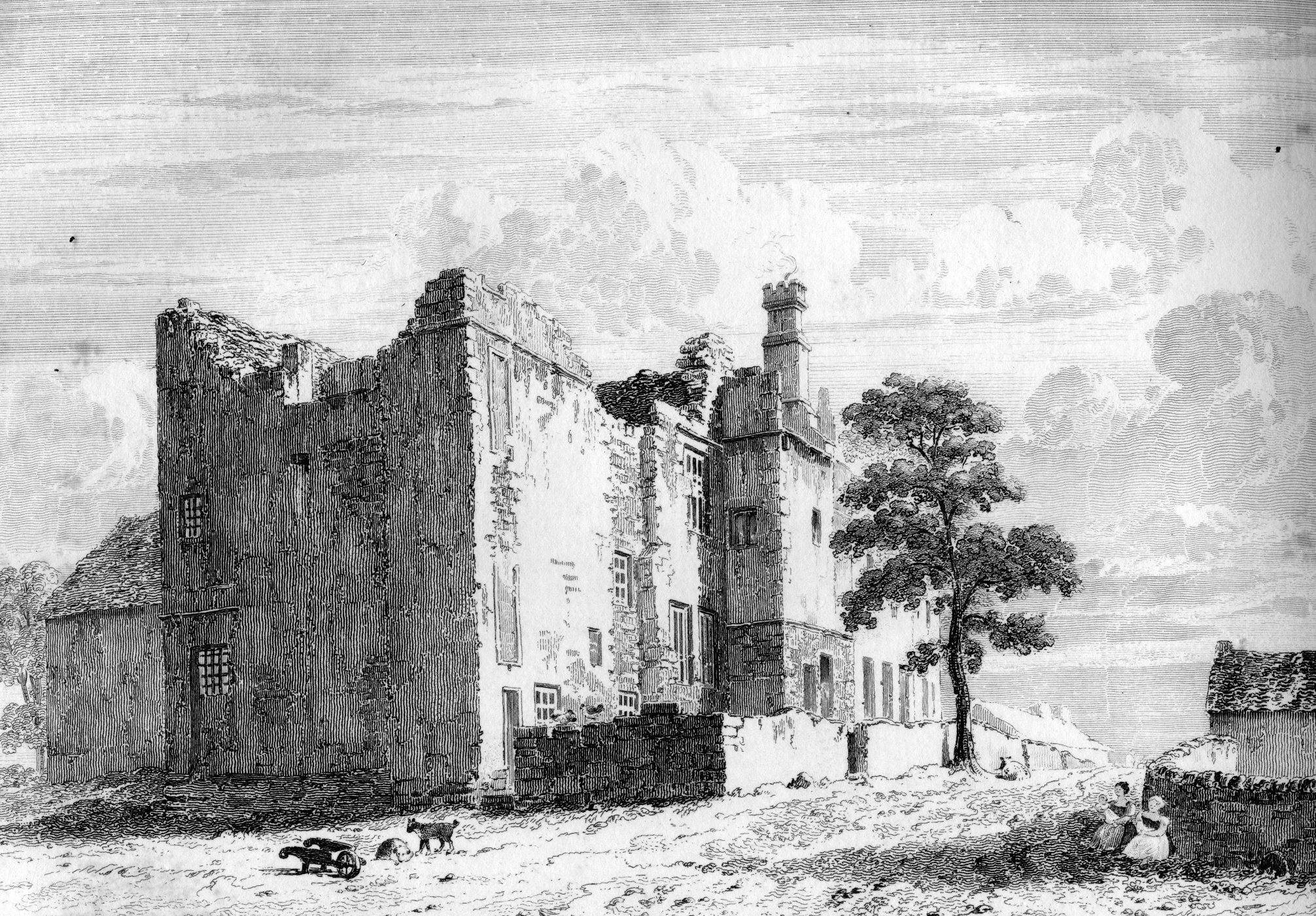
Rovine dello Sheffield Manor come apparivano verso il 1819.

L'area occupata dalla città di Sheffield è abitata almeno a partire dal tardo Paleolitico Superiore, circa 12 000 anni fa. Il più antico indizio della presenza umana nell'area di Sheffield è stato ritrovato a Creswell Crags, ad Est della città. Nell'età del ferro la zona divenne il territorio più meridionale della tribù celtica dei Briganti. Si pensa sia stata questa popolazione a costruire diverse fortezze di collina nei dintorni. Dopo la partenza dei Romani dalla Britannia, l'area di Sheffield potrebbe essere stata la parte meridionale del regno celtico di Elmet, con i fiumi Sheaf e Don a formare la parte di confine tra questo e il Regno di Mercia. Una presenza celtica nell'area è dimostrata da due insediamenti vicini chiamati Wales e Waleswood, ma gli insediamenti che unendosi diedero vita a Sheffield risalgono alla seconda metà del primo millennio ed ebbero origini Anglosassoni e Danesi. Durante la dominazione anglosassone l'area di Sheffield giaceva a cavallo tra i regni di Mercia e Northumbria. La Cronaca anglosassone riporta che il re Eanred di Northumbria si sottomise a re Ecbert del Wessex presso il villaggio di Dore, oggi un sobborgo di Sheffield, nell'829, un evento chiave dell'unificazione dell'Inghilterra sotto i sovrani del Wessex. Dopo la conquista normanna fu costruito il Castello di Sheffield per proteggere gli insediamenti locali e si sviluppò una cittadina che oggi costituisce il nucleo della città.

Prima del 1296 fu impiantato un mercato presso quella che oggi è nota come Castle Square, e Sheffield divenne di conseguenza una cittadina di mercato. Nel XIV secolo la città era già nota per la sua produzione di coltelli, come accennato da Geoffrey Chaucer nei suoi Racconti di Canterbury, ed entro i primi del 1600 era diventato il principale centro di coltellineria in Inghilterra al di fuori di Londra. Tra il 1570 e il 1584, sotto la custodia di George Talbot, VI conte di Shrewsbury, Maria, regina di Scozia, fu tenuta prigioniera tra il castello di Sheffield e Sheffiel Manor.

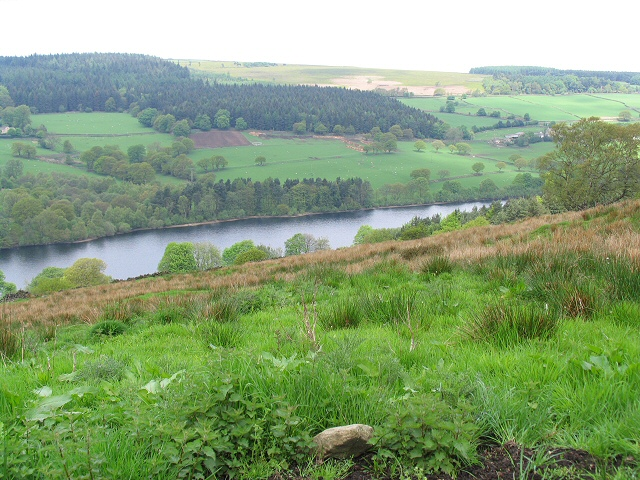
Dale Dike Reservoir: la diga originaria di questo bacino crollò nel 1864 causando la Grande Alluvione di Sheffield

Durante gli anni quaranta del XVIII secolo fu inventato un processo per la produzione di acciaio damasco che permise la produzione di una qualità di acciaio migliore di quanto fosse possibile fino ad allora. Nel 1747 vi fu inventato l'Old Sheffield, uno dei primi esempi di placcato argento. Queste innovazioni spronarono la crescita di Sheffield come città industriale, ma la perdita di alcuni importanti mercati di esportazione condusse a una recessione tra la fine del XVIII e l'inizio del XIX secolo. Le cattive condizioni culminarono in un'epidemia di colera che causò la morte di 402 persone nel 1832. La città fu incorporata come borough nel 1842 e gli fu garantito lo statuto di città nel 1893. La popolazione crebbe rapidamente nel corso dell'Ottocento, passando dai 60 095 abitanti del 1801 ai 451 195 del 1901. L'afflusso di nuovi abitanti condusse alla richiesta di un migliore approvvigionamento d'acqua, e alcuni bacini artificiali furono costruiti intorno alla città. Il collasso di una delle dighe di questi bacini causò nel 1864 la grande alluvione di Sheffield, che causò la morte di 270 persone e la devastazione di gran parte della città. La crescita della popolazione portò alla costruzione di agglomerati di abitazioni ammassate le une sulle altre, cosa che unita all'intenso inquinamento dovuto alle fabbriche, fece scrivere a George Orwell:
(George Orwell, The Road to Wigan Pier)
Un periodo di recessione durante gli anni 1930 ebbe fine a causa delle tensioni internazionali alla vigilia della seconda guerra mondiale, quando le acciaierie di Sheffield furono impegnate nella produzione di armi e munizioni per lo sforzo bellico. Ciò rese la città il bersaglio di bombardamenti aerei, il più pesante dei quali avvenne nelle notti tra il 12 e il 15 dicembre 1940, che causò più di 1 000 morti e la distruzione di parecchi edifici.

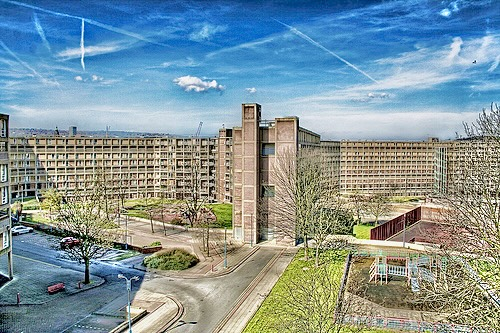
Park Hill flats, uno dei caseggiati popolari degli anni 1950-60 di Sheffield

Negli anni 1950 e 1960 molti dei quartieri poveri della città vennero demoliti e rimpiazzati con complessi di case popolari. Inoltre, vaste aree del centro furono sgomberate per far posto a un nuovo sistema stradale. L'aumento dell'automazione e della concorrenza portò alla chiusura di molte acciaierie (la cosiddetta crisi dell'acciaio). Gli anni 1980 videro il peggiore declino per le industrie cittadine, insieme a quelle di gran parte del Regno Unito. Negli anni 1990 la costruzione di nuovi centri commerciali e impianti sportivi, questi ultimi sotto la spinta dell'Universiade del 1991 aiutò la ripresa economica della città, ma al contempo accelerò il declino del centro cittadino.
Sheffield è stata duramente colpita durante le alluvioni del 2007 e le gelate dell'inverno del 2009. Molti edifici di rilievo come il centro commerciale Meadowhall e lo stadio dello Sheffield Wednesday furono allagati, trovandosi a poca distanza dai fiumi che attraversano la città.

## Monumenti e luoghi di interesse

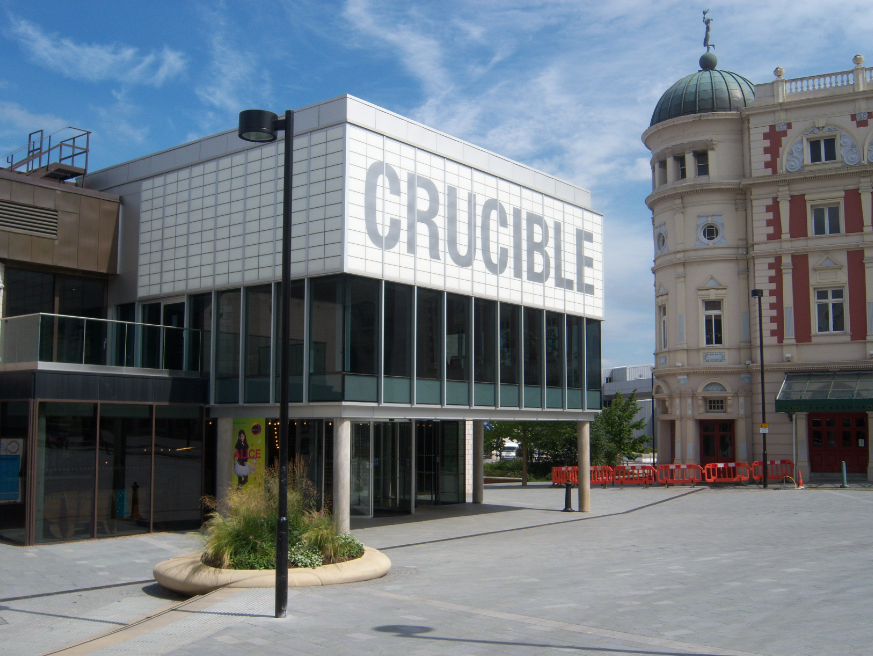
Il Crucible Theatre.

- Peak District: circa un terzo della città, soprattutto i quartieri occidentali, sono all'interno del Parco Nazionale del Peak District che si estende a sud del centro cittadino ed in maggioranza nel Derbyshire;
- Cattedrale di Sheffield: costruita tra XII e XIII secolo, ma ampliata e rimaneggiata in epoca Tudor e nel periodo vittoriano a causa delle numerose alluvioni;
- Graves Gallery: espone un'ordinata e ben allestita collezione di opere d'arte moderna britannica ed europea. Tra i nomi più celebri figurano Paul Gauguin, Paul Cézanne, Joan Miró, Paul Klee e Pablo Picasso;
- Crucible Theatre: teatro che ospita soprattutto le fasi finali del Campionato mondiale di snooker;
- Metalwork Gallery: illustra il processo che ha visto l'industria dell'acciaio di Sheffield spostarsi nel campo dell'artigianato e del design, facendo del marchio "Sheffield steel", visibile sulle posate e le stoviglie di produzione locale, un segno di stile e raffinatezza;
- Cattedrale di St. Marie: chiesa del culto cattolico romano costruita nel XIX secolo, esempio mirabile di architettura neogotica;
- English Institute of Sport (EIS): centro sportivo di caratura internazionale che ospita, tra le altre, la World Snooker Academy (WSA) e la federazione britannica di arti marziali;
- Don Valley Park: parco cittadino;
- Abbeydale Industrial Hamlet: area su cui sorgono antiche fucine e laboratori per la produzione dei metalli, in particolare dell'acciaio, nel primo periodo della Rivoluzione industriale e precedenti;
- Sandygate Road: il più antico stadio di calcio e il luogo dove fu giocata la prima partita ufficiale della storia del calcio tra l'Hallam FC e lo Sheffield FC. Lo stadio si trova nel sobborgo di Crosspool ed è ancora la casa dell'Hallam FC;
- Ruskin Gallery: collezione d'arte ispirata dall'omonimo artista e letterato del XIX John Ruskin;

## Geografia antropica

### Ward e parrocchie

Wards di Sheffield

Sheffield comprende un gran numero di quartieri, molti dei quali hanno avuto origine da villaggi inglobati dalla città nel corso del suo sviluppo. Questi quartieri "storici" non hanno oggi alcun ruolo come suddivisioni politiche e amministrative: la città è oggi divisa in 28 ward elettorali, ciascuno dei quali comprende 4 - 6 quartieri. 
Essi sono:
- Arbourthorne
  - Arbourthorne, Gleadless, Gleadless Townend, Hollinsend, Newfield Green, Norfolk Park, Ridgeway
- Beauchief and Greenhill
  - Beauchief, Batemoor, Greenhill, Jordanthorpe, Low Edges
- Beighton
  - Beighton, Hackenthorpe, Owlthorpe, Sothall
- Birley
  - Base Green, Birley, Charnock Hall, Frecheville, parti di Hackenthorpe
- Broomhill
  - Broomhill, Crookesmoor, Endcliffe, Tapton
- Burngreave
  - Burngreave, Fir Vale, Grimesthorpe, Pitsmoor, Shirecliffe, Woodside
- Central
  - Broomhall, Kelham Island, Highfield, Little Sheffield, Sharrow e il centro della città
- Crookes
  - Crookes, Crosspool, Sandygate
- Darnall
  - Attercliffe, Carbrook, Darnall, Tinsley, parti di Handsworth
- Dore and Totley
  - Bradway, Dore, Totley, Whirlow
- East Ecclesfield
  - Chapeltown, Colley, Ecclesfield
- Ecclesall
  - Bents Green, Ecclesall, Greystones, Millhouses, Parkhead, Ringinglow
- Firth Park
  - Firth Park, Longley
- Fulwood
  - Fulwood, Lodge Moor, Ranmoor

- Gleadless Valley
  - Gleadless Valley, Heeley, Hemsworth, Herdings, Hurlfield, Lowfield, Meersbrook
- Graves Park
  - Norton, Norton Lees, Norton Woodseats, Woodseats
- Hillsborough
  - Hillsborough, Malin Bridge, Owlerton, Wadsley, Wisewood
- Manor Castle
  - Manor, Manor Park, Park Hill, Wybourn
- Mosborough
  - Halfway, Holbrook, Mosborough, Waterthorpe, Westfield
- Nether Edge
  - Brincliffe, Carter Knowle, Nether Edge, Sharrow Vale
- Richmond
  - Four Lane Ends, Intake, Normanton Spring, Richmond, Woodthorpe
- Shiregreen and Brightside
  - Brightside, Shiregreen, Wincobank
- Southey
  - Birley Carr, Foxhill, Parson Cross, Southey, Wadsley Bridge
- Stannington
  - High Bradfield, Low Bradfield, Dungworth, Loxley, Middlewood, Stannington, Strines, Woodland View, Worrall
- Stocksbridge and Upper Don
  - Bolsterstone, Deepcar, Ewden, Midhopestones, Oughtibridge, Stocksbridge, Wharncliffe Side
- Walkley
  - Langsett, Neepsend, Netherthorpe, Philadelphia, Upperthorpe, Walkley
- West Ecclesfield
  - Burncross, Grenoside, High Green
- Woodhouse
  - Handsworth, Orgreave, Woodhouse

La maggior parte del territorio metropolitano non è ulteriormente suddiviso in parrocchie amministrative. Fanno eccezione i villaggi di Bradfield, Ecclesfield e Stocksbridge.

### Altre aree
Ci sono altre aree che non rientrano nell'elenco di cui sopra:
- Abbeydale
- Bradfield parrocchia civile
- Ecclesfield parrocchia civile
- Lower Don Valley, storico confine di Sheffield
- Stocksbridge cittadina

## Caratteristiche
Ha una popolazione di 534 500 abitanti ed è chiamata "the city of seven hills", "la città delle sette colline", in quanto è costruita su un territorio collinare. Il suo nome deriva dal fiume che la attraversa, lo Sheaf.
È famosa per la produzione di acciaio e per essere sede di una delle maggiori università del Regno.

## Sport
Sheffield è la sede di due famose squadre calcistiche inglesi: lo Sheffield United e lo Sheffield Wednesday. Inoltre a Sheffield si è tenuto nel 1861 il primo derby della storia del calcio tra le due squadre più antiche del mondo, peraltro ancora attive seppur a livello dilettantistico: lo Sheffield FC, nato nel 1857, e l'Hallam FC, squadra vincitrice della prima competizione calcistica, la Youdan Cup, tenutasi proprio a Sheffield. Gli stadi della città sono il Bramall Lane e l'Hillsborough Stadium. Inoltre, al Crucible Theatre, ogni anno si tiene il World Championship di Snooker. Ci sono anche le squadre dello Stocksbridge Park Steels e dello Handsworth.
Per il ciclismo il nome della città è legato al Tour de France 2014: la seconda tappa della grand boucle (che quell'anno partì dall'Inghilterra) vide la vittoria di Vincenzo Nibali che in quell'occasione conquistò anche la maglia gialla, primato che perse nella 9ª tappa con arrivo a Mulhouse, riconquistandolo il giorno successivo e tenendolo fino all'arrivo a Parigi.

## Amministrazione

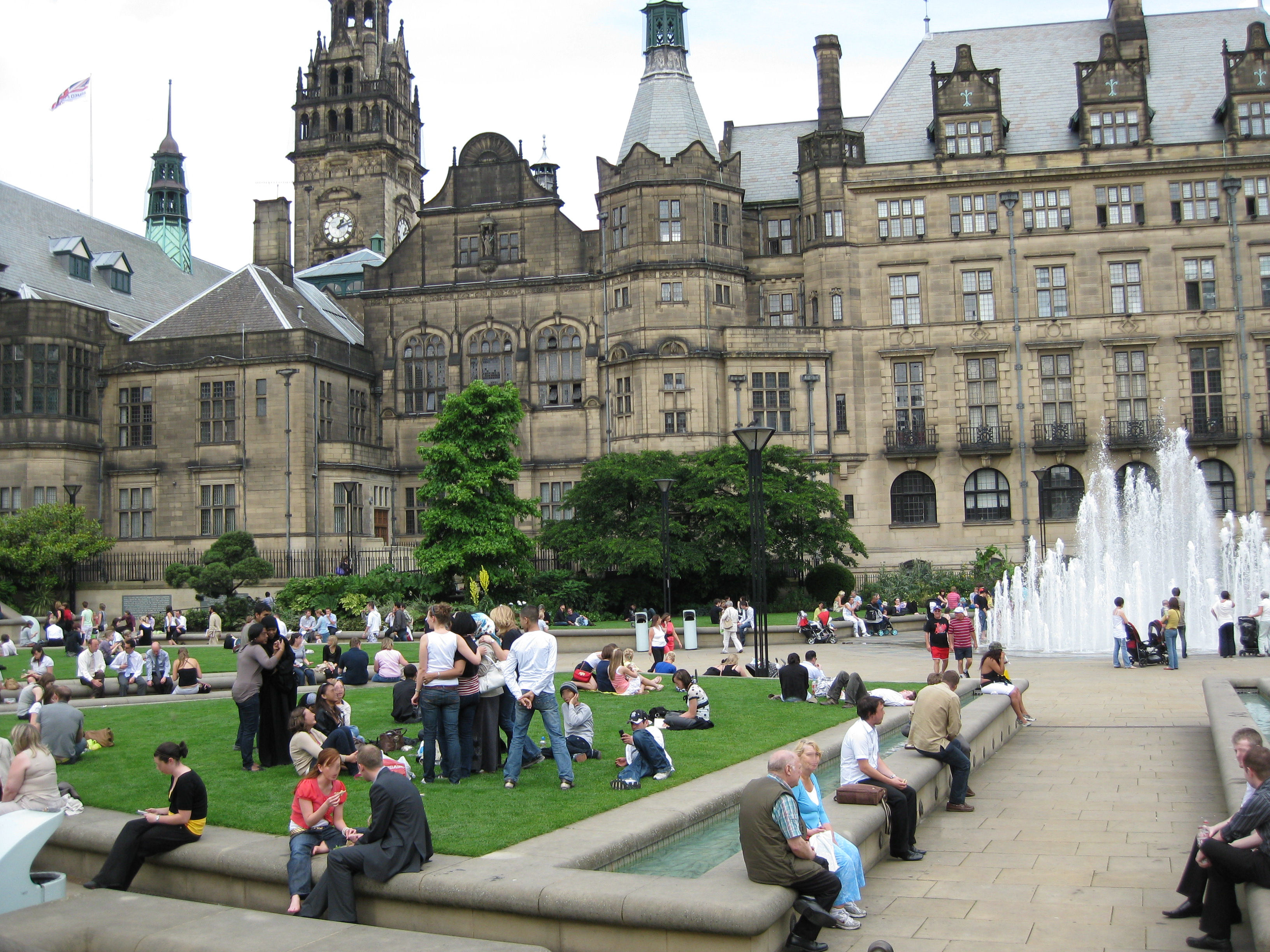
Sheffield Town Hall.

### Gemellaggi
La città è gemellata con:
- Kitwe